# Ansearch
Ansearch es una empresa de Australia que presta servicios en Internet. Su producto es ser un motor de búsqueda, que fue lanzado oficialmente a principios de diciembre del 2004, siendo llamado en un principio como Mysearch.com.au.

## Características

### Propiedades claves
Algunas de las propiedades claves de Ansearch son:
- Marcas de revisión más pequeñas para los sitios de Internet lo que permite incrementar la calidad del contenido;
- Almacenamiento del sitio web completo, en vez de páginas individuales;
- Ordenamiento mediante popularidad, en lugar al envío de sitios o el uso de crawler;
- Actualización en tiempo real del sitio en la base de datos de Ansarch;
- El listado de los 100 sitios webs más visitados y las palabras claves más buscadas.

### Búsquedas libres de spam
Ansearch.com.au se diferencia del resto de los motores de búsqueda debido a que realiza las consultas en su base de datos que se encuentra libre de spam, debido a que este motor no permite en envío de sitios webs a su base de datos, por lo cual porvee resultados libres de anuncios publicitarios de sitios de dudosa procedencia.

### Directorio
El directorio de Ansearch es una combinación entre la edición humana y la autoatización. Los sitios webs son añadidos en el directorio basado en la popularidad de la página, lo cual es medido por todos los buscadores asociados a Ansearch.

### Búsquedas de popularidad y datos basados en demografía
Ansearch.com.au provee un característica de búsqueda de popularidad. Los sitios son organizados basados en la popularidad y también por el género y la edad, permitiendo al usuario buscar datos basados en ambos parámetros.

## Otros buscadores relacionados
Ansearch.com.au es propietario de los motores de búsqueda Anzwers.com.au Archivado el 25 de septiembre de 2007 en Wayback Machine. y Mysearch.com.au. Anzwers.com.au es una empresa que es propiedad de Ozemail, la cual fue comprada por Ansearch Limited en marzo de 2006. Mysearch.com.au fue comprado a startup.com.au